# 1811年–1812年柬埔寨内乱
1811年至1812年期間柬埔寨發生爭奪王位的內亂，暹羅軍隊支持柬埔寨王子安斯農回國爭奪王位。柬王安贊二世逃往越南嘉定，後來在越南軍隊的支持下回國復位。
柬埔寨當時處於暹羅（泰國）的控制下。1796年，柬王安英逝世後，作為安英長子的安贊二世長期被扣押在曼谷，直到1806年才被暹羅送回國加冕。安贊回國後開始奉行親越南、反暹羅的政策，在維持對暹羅順從的同時，加強了對越南的朝貢關係，試圖利用越南來驅逐暹羅勢力。安贊二世對暹羅日益憎惡和疏遠，也引起了一些地方總督的不滿，尤其是親暹羅勢力較大的西北部地區。安贊二世的人身安全也很難得到保障，只能希望越南的嘉隆帝允許自己招募在柬的越南僑民組建個人衛隊。
1809年，暹羅王拉瑪一世逝世後，安贊拒絕去曼谷出席葬禮。他派遣披耶·扎克里 (本)（ឧកញ៉ាចក្រីបែន，茶知卞）、披耶·甲叻洪 (孟)（ក្រឡាហោមមឿង，高羅歆芒）兩位大臣出席暹王的葬禮，但當二人表露出親暹羅的傾向後，安贊將他們逮捕處決。
1811年，安贊二世的弟弟安斯農（Ang Snguon，越南史料稱之為匿螉原）陰謀奪取王位，向暹羅尋求幫助。暹羅派昭披耶·裕瑪拉 (內)（เจ้าพระยายมราช (น้อย)，Chao Phraya Yommarach (Noi)）突然襲擊柬埔寨，扶持安斯農登位。安贊二世逃往越南嘉定城（今胡志明市），向越南求救。
翌年，在得到嘉隆帝的允許之後，嘉定總鎮黎文悅、協鎮吳仁靜率大軍一萬三千餘人進入柬埔寨，扶立安贊復位。此時暹羅軍隊主力正在與緬甸交戰，懾於越南軍隊的實力，這支突襲的暹羅軍隊在沒有發生重大衝突的情況下撤離了柬埔寨。
此次內亂後，安贊的三個弟弟安恩（匿螉俺）、安斯農（匿螉原）、安東（匿螉𧑒）都逃往暹羅，因而安贊得以自由實行自己的親越政策。然而他對越南的依賴逐漸加深，而自身的行動自由也受到了削弱。黎文悅在柬埔寨修築南榮（今金邊）、盧淹（今干丹省勒維恩縣）二城，用於駐紮越南軍隊。二城完工之後，黎文悅讓阮文瑞率兵一千人駐紮南榮城，自己率領大軍回國。阮文瑞成為柬埔寨事實上的「太上王」，他事多專決，安贊二世受到他的牽制，為後世越南吞併柬埔寨埋下伏筆。